# دانييل غرانين
دانييل غرانين (بالروسية: Дании́л Гра́нин) (مواليد 1 يناير 1919 في فولينيا - الوفاة 4 يوليو 2017 في سانت بطرسبرغ)، هو روائي وكاتب قصص قصيرة سوفيتي روسي. حائز على وسام الرسول أندريه سنة 2008، والذي قُدم لـ18 شخص فقط، نتيجة لكتاباته التي تحكي عن المآسي التي عانتها روسيا في الحروب العالمية.

## مسيرته الأدبية
شارك غرانين في الحرب الوطنية العظمى منذ بدايتها سنة 1941 حتى نهايتها سنة 1945. بعدها بدأ يركز نشاطاته نحو الكتابة ليظهر كل ما عايشه خلال فترة الحرب، وكتب روايات «أتجه نحو العاصفة» و«الملازم الخاص بي» و«الثور». وبالاشتراك مع الكاتب أليس أداموفيتش قاما بتأليف «كتاب الحصار» والذي يسلط الضوء على حصار مدينة لينينغراد، وكتب فيه كل ما شاهده من أوجاع المواطنين خلال تلك الفترة التي استمرت 900 يوم، ويعتبر كتاب الحصار من أكثر أعماله نجاحاً وشهرة.

## روابط خارجية
- دانييل غرانين على موقع IMDb (الإنجليزية)
- دانييل غرانين على موقع مونزينجر (الألمانية)
- دانييل غرانين على موقع قاعدة بيانات الفيلم (الإنجليزية)